# Pedro Urquinaona
Pedro de Urquinaona y Pardo (1778?-) fue un abogado, político y escritor español, secretario del Despacho durante el Trienio Liberal y diputado en Cortes durante el reinado de Isabel II de España.
No se sabe con exactitud su fecha de nacimiento y muerte. Fue abogado de los Reales Consejos destinado en América, donde en 1812 fue comisionado de la Regencia para la pacificación de Nueva Granada. Tras la Guerra de Independencia regresó a Madrid, donde en junio de 1820 ingresó en la sociedad patriótica de carácter liberal «Amantes del Orden Constitucional». En 1821 fue nombrado oficial mayor de la Secretaría de Ultramar y en mayo de 1823 Secretario del Despacho de Ultramar en el Gobierno cuyo líder era José María Calatrava.
Tras la victoria de los Cien Mil Hijos de San Luis que restauró el absolutismo fue perseguido y depurado. Al llegar los liberales al poder con el reinado de Isabel II fue nombrado gobernador civil de la provincia de Cádiz en 1835-1836, y elegido diputado por Sevilla en las legislaturas de 1836-1837 y 1839-1840 y senador por Huelva en 1843.